# Asz-Szadjan
Asz-Szadjan (arab. الشديان) – wieś w Syrii, w muhafazie Aleppo, w dystrykcie Afrin. W 2004 roku liczyła 193 mieszkańców.